# Clubiona munda
Clubiona munda là một loài nhện trong họ Clubionidae.
Loài này thuộc chi Clubiona. Clubiona munda được Tord Tamerlan Teodor Thorell miêu tả năm 1887.